# 보후밀 흐라발

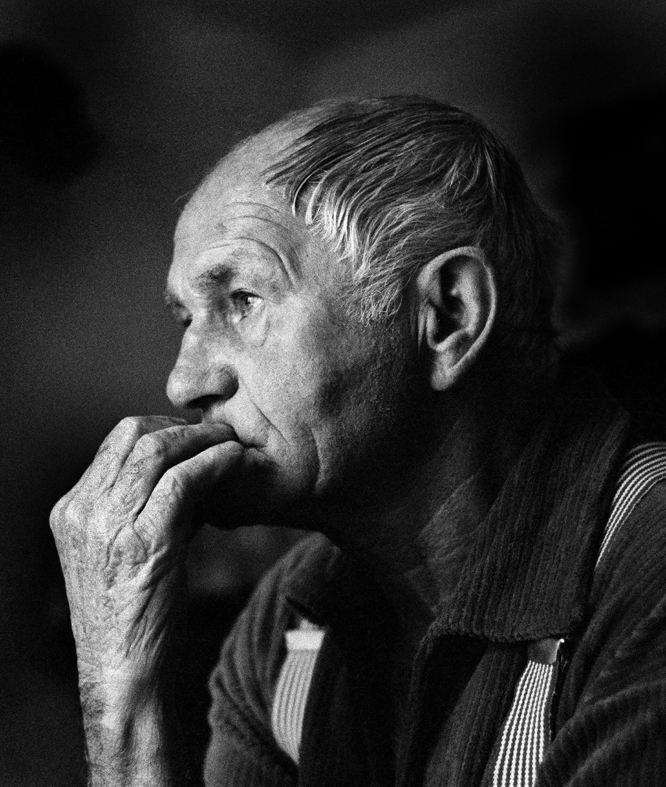
Bohumil Hrabal, Czech writer (1988)</br> photo Hana Hamplová

보후밀 흐라발(체코어:Bohumil Hrabal, 1914년 3월 28일 - 1997년 2월 3일)은 체코 소설가로 20세기 후반에서 가장 널리 알려지고 가장 개성있는 작가 중 한 명이다.

## 생애
보후밀 흐라발은 브르노-지데니쩨(Brno-Židenice)에서 태어나고 프라하에서 죽었다. 병원에서 치료를 받던 중 비둘기에 먹이를 주려다가 병원 5층 창문으로 떨어져 죽은 것으로 보인다. 그러나 흐라발은 5층에 살았고 그의 책에는 5층에서 뛰어내려 자살하는 내용이 한 번 이상 등장한다는 점도 지적되었다.
그의 생물학적인 아버지가 누구인지는 알려지지 않았다. 1920년 그의 어머니는 프란티셱 흐라발과 결혼했고 그는 보후밀을 양자로 삼았다. 양아버지는 맥주 양조장에서 일하고 있었다. 보후밀 흐라발은 학업 성적이 뛰어난 적이 없었고 공부보다는 맥주 양조장에서 일어나는 갖은 사건들에 더 관심이 많았다. 특히 양아버지의 형제인 요세프 흐라발(Josef Hrabal)을 좋아해서 떨어질 줄을 몰랐다.
1935년 실업 김나지움을 졸업하고 법학부에서 공부한다. 하지만 문학사, 예술, 철학 강의도 듣는다. 나치 점령 이후 대학들이 문을 닫은 탓에 1946년에서야 학업을 마칠 수 있었다. 전쟁 중에는 철도원으로 일했다. 코스토믈라티(Kostomlaty)에서 철도원 생활은 그의 작품에도 반영되어 있다. 직업을 보험사 직원, 외판원으로 바꾸었다가 1949년부터는 클라드노(Kladno)의 제철소에서 막일꾼으로 일한다. 크게 다친 후에 폐지 꾸러미 같은 재활용품 수거하는 일을 하고 나중에는 극장에서 무대 장치 담당하는 일을 한다.
처음 작가가 된 것은 1963년이다. 1970년 이후에는 몇 년간 공식적으로 출판을 할 수 없었고 사미즈다트(samizdat, 구 소련 시절의 지하출판사를 일컫는 말)에 글을 쓴다. 1975년 잡지 Tvoba에 짧은 자아비판 반성문을 쓰고 검열 아래 다시 출판을 할 수 있게 된다. 그의 일련의 작품들은 출판사 Pražská imaginace(프라하 상상)에서 나왔다. 이 출판사는 1985년까지 흐라발을 삼미즈다트로 냈고 1991년-1997년에는 보후밀 흐라발의 작품 모음집을 19권으로 발행한다.
흐라발은 이르지 콜라르시(Jiří Kolář)와 알고 지냈으며, 독특하고 너무 일찍 세상을 떠나버린 화가, 도안가이자 산업 디자이너인 블라디미르 보우드니크(Vladimír Boudník)에 감탄했으며, 철학자 에곤 본디(Egon Bondy)와 친하게 지냈다.
흐라발의 작품들은 여러 번 영화로 만들어지고 많은 상을 받았다. 대표적으로 이르지 멘젤 (Jiří Menzel)이 감독한 Ostře sledované vlaky는 1967년 미국의 영화 예술 과학 아카데미가 수여하는 최우수 외국어 영화 오스카상을 받았다.

## 작품

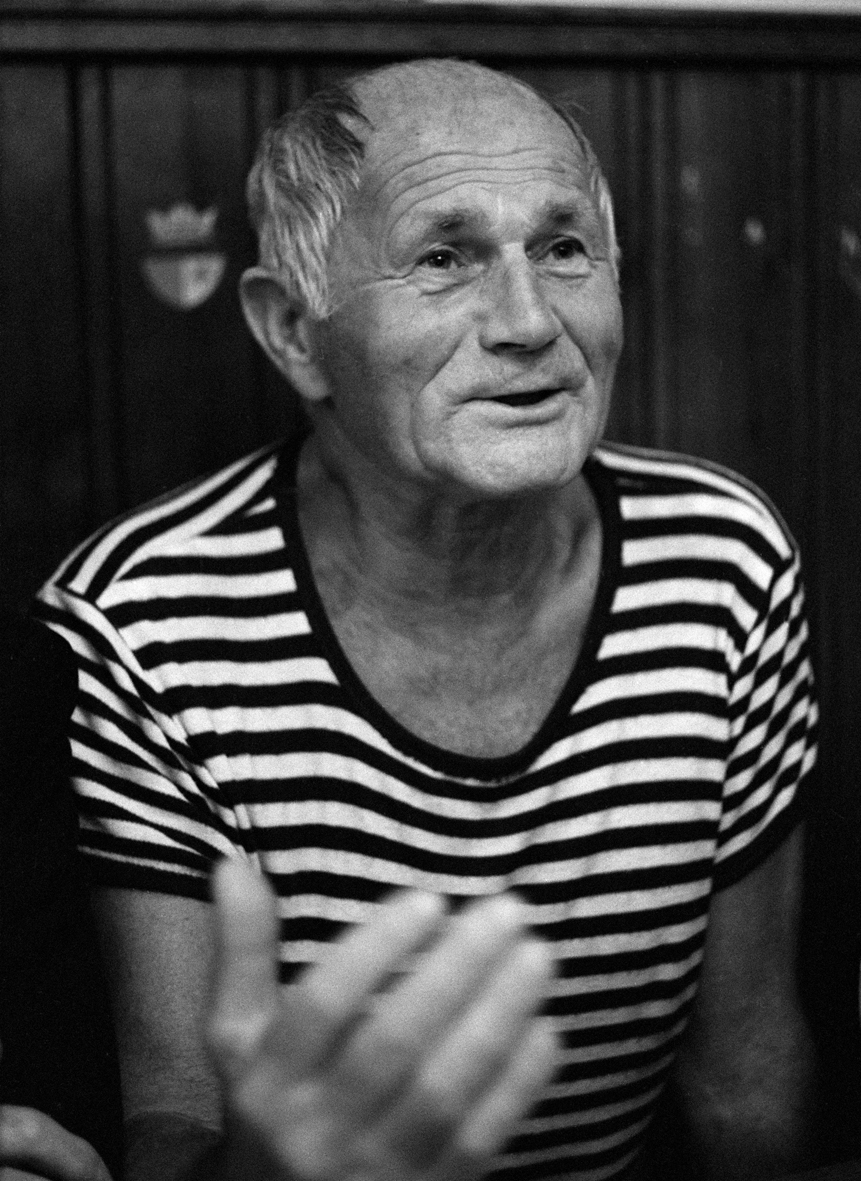
Bohumil Hrabal 1985</br> photo Hana Hamplová

흐라발은 자신의 작품을 진짜 인생 경험담으로 가득 채우고 있다. 이것들은 예술적 상상력과 환상으로 괴기스럽고 과장되게 희극적으로 변형된다. 가끔은 회의주의와 블랙 유머를 떠오르게 한다. 하찮아 보이지만 고도로 다듬어진 문학 작품을 창작했으며 저속한 표현과 시적인 표현 어느 것도 피하지 않았다. 말기 작품에서는 침울한 색채를 강하게 드러내기도 하였다.
- V roce 1956년 vyšly, jako příloha časopisu Zprávy Spolku českých bibliofilů, Hovory lidí a několik dalších povídek.
- Ztracená ulička, 1948년
- Hovory lidí, 1956년 - dvě povídky, vyšlo ve Spolku českých bibliofilů
- Skřivánci na niti, 1959년 (připraveno k vydání, které se neuskutečnilo, 1969년 zfilmováno Menzlem, ale okamžitě putovalo "do trezoru")
- Perlička na dně, 1963년 - sbírka povídek
- Pábitelé, 1964년 - sbírka povídek; Pábiteli nazýval osobité vypravěče zvláštním způsobem milující život, kteří se navenek zdají obhroublí; v jejich vyprávění (která Hrabal nazýval pábení) jsou prvky poetismu i surrealismu; sám Hrabal byl svého druhu pábitel
- Ostře sledované vlaky, 1964년 - novela s tématem okupace, zfilmováno
- Taneční hodiny pro starší a pokročilé, 1964년 - novela skládající se z jedné nekonečné věty, literární experiment
- Inzerát na dům, ve kterém už nechci bydlet, 1965년
- Kopretina, 1965년
- Automat Svět, 1966년 - výbor z již dříve vydaných povídek
- Bohumil Hrabal uvádí..., 1967년 - antologie jeho oblíbených autorů
- Toto město je ve společné péči obyvatel, 1967년 - textová koláž k fotografiím, někdy též pod názvem Toto město je ve společné péči nájemníků
- Morytáty a legendy, 1968년
- Domácí úkoly, 1970년
- Poupata, 1970년 básně a povídky, náklad byl zničen ve skladech.
- Něžný barbar, 1973년
- trilogie Městečko u vody (vzpomínková próza):
  - Postřižiny, 1976년 - vzpomínková próza
  - Krasosmutnění, 1979년
  - Harlekýnovy milióny, 1981년
- Bambini di Praga, 1978년
- Městečko, kde se zastavil čas, 1978년 - vzpomínková próza
- Každý den zázrak, 1979년
- Slavnosti sněženek, 1978년 - povídky
- Obsluhoval jsem anglického krále, (v cizině 1980년)
- Příliš hlučná samota, 1980년
- Kluby poezie, 1981년
- Něžný barbar, (1981년), v Čechách až 1991년
- Domácí úkoly z pilnosti, 1982년
- Listování ve stínech grafických listů, 1983년
- Domácí úkoly z poetiky, 1984년
- Vita nuova, 1986년 problém česko-německých vztahů
- Život bez smokingu, 1986년
- Proluky, (1987년) v Čechách až v r. 1991년
- Svatby v domě, (1987년) v Čechách až 1991년 - autobiografická próza
- Chcete vidět zlatou Prahu?, 1989년
- Kličky na kapesníku, 1989년
- Můj svět, 1989년
- Tři novely, 1989년 obsahuje i Obsluhoval jsem anglického krále.
- Dopisy Dubence (tetralogie) - proud vzpomínek propojený filosofickými úvahami a politickými komentáři
- Barvotisky, 1990년
- Krásná Poldi, 1990년
- Listopadový uragán, 1990년
- Schizofrenické evangelium, 1990년
- Kouzelná flétna
- Ponorné říčky, 1991년
- Růžový kavalír, 1991년
- Aurora na mělčině, 1992년
- Večerníčky pro Cassia, 1993년
- Texty, 1994년 úvahy